# Proparabosca
Proparabosca là một chi ruồi hút máu thuộc họ ruồi rận Hippoboscidae. Chỉ có 1 loài là Proparabosca alata (Theodor & Oldroyd,1965). Nó là một parasite của Lemurs.

## Phân bố
Được tìm thấy ở Công viên Quốc gia Namoroka tại Madagascar.
là một chi ruồi hút máu thuộc họ ruồi rận Hippoboscidae. Có loài. Chúng đều sống ký sinh trên chim.

## Vật chủ
Chỉ tìm thấy trên Verreaux's Sifaka (Propithecus verreauxi).

## Phân loại
- Chi Proparabosca (Theodor & Oldroyd,1965)

- Proparabosca alata (Theodor & Oldroyd,1965)